# Jerzy Kubicki
Jerzy Witalis Kubicki (ur. 19 lipca 1892 w Cassel, zm. 17 listopada 1973 w Poznaniu) – podpułkownik Wojska Polskiego, działacz niepodległościowy, kawaler Orderu Virtuti Militari.

## Życiorys
Pochodził ze zubożałej szlachty, wychowywał się w wielodzietnej rodzinie. Był synem Witalisa (inżyniera budowlanego – geodety) i Marii z domu Stark (nauczycielki). Był młodszym bratem Stanisława (1889–1942), poety, malarza i pisarza, przedstawiciela awangardy artystycznej okresu międzywojennego. Rodzina jego wywodziła się z okolic Poznania. Po ukończeniu Akademii Rolniczej w Berlinie został asystentem na tejże uczelni. Należał do Towarzystwa Tomasza Zana. W latach 1914–1918 służył w armii niemieckiej, z której został zdemobilizowany w randze podporucznika.
Uczestniczył w powstaniu wielkopolskim. W okresie od dnia 11 listopada do dnia 27 grudnia 1918 r. prowadził Biuro Werbunkowe dla Straży Bezpieczeństwa w Poznaniu. W dniu 27 grudnia tr. walczył z bronią w ręku o Plac Wolności i Prezydium Policji (którego komendantem został po jego zajęciu). W nocy z 4 na 5 stycznia 1919 roku wziął udział w walkach o koszary i lotnisko na Ławicy. W dniach 10 i 11 stycznia 1919 r. uczestniczył w bitwie o Szubin (walczył w okolicach Kołaczkowa). W okresie organizowania 1 pułku ułanów Wielkopolskich został komendantem jego koszar .
W 1 pułku ułanów Wielkopolskich dowodził następnie szwadronem zapasowym i 2 szwadronem. Walczył w wojnie polsko-bolszewickiej. W nocy z 4 na 5 kwietnia 1920 roku, już w stopniu porucznika, wziął udział w brawurowym wypadzie z twierdzy w Bobrujsku, podczas którego rozbił placówki nieprzyjaciela i wziął jeńców. Za wykazane męstwo odznaczony został Krzyżem Srebrnym Orderu Virtuti Militari. 21 grudnia 1920 został zatwierdzony z dniem 1 kwietnia 1920 w stopniu rotmistrza, w kawalerii, w grupie oficerów byłej armii niemieckiej. W 1921 przeszedł do rezerwy i związał swe życie zawodowe z rolnictwem.
W roku 1934 jako oficer rezerwy zajmował 207. lokatę w swoim starszeństwie w korpusie oficerów kawalerii (starszeństwo z dnia 1 czerwca 1919 roku). Znajdował się wówczas w ewidencji PKU Jarocin i przynależał do kadry rezerwowej 15 pułku ułanów. Na majora rezerwy został awansowany ze starszeństwem z 19 marca 1939 i 31. lokatą w korpusie oficerów kawalerii.
We wrześniu 1939 roku jako ochotnik bronił przed Niemcami Warszawy, następnie działał w konspiracji – w strukturach Związku Walki Zbrojnej i Armii Krajowej. Po zakończeniu II wojny światowej administrował majątkiem ziemskim i zajmował się hodowaniem roślin (był cenionym hodowcą roślin uprawnych). Mocą uchwały Rady Państwa z dnia 6 grudnia 1957 roku odznaczony został Wielkopolskim Krzyżem Powstańczym . Za udział w powstaniu wielkopolskim został w 1973 roku awansowany do stopnia podpułkownika.
Zmarł w Poznaniu i spoczywa na tamtejszym cmentarzu Junikowo (pole 6, kwatera 1, rząd 18, miejsce 2A).
Pierwszą żoną Jerzego Kubickiego była Felicja (ur. 4 grudnia 1897, zm. 17 września 1941), córka majora Stanisława Szyftera (ur. 1868), która w powstaniu wielkopolskim była siostrą Czerwonego Krzyża. Po jej śmierci ożenił się powtórnie. Miał córkę Marię (ur. 1925) oraz synów: Krzysztofa (ur. 1930) i Jerzego.

## Ordery i odznaczenia
- Krzyż Srebrny Orderu Virtuti Militari nr 3908 – 30 czerwca 1921[7]
- Krzyż Niepodległości – 20 lipca 1932 „za pracę w dziele odzyskania niepodległości”[8]
- Krzyż Walecznych dwukrotnie
- Medal Pamiątkowy za Wojnę 1918–1921
- Wielkopolski Krzyż Powstańczy – 6 grudnia 1957
- Odznaka za Rany i Kontuzje z jedną gwiazdką